# Кочиш, Иван Иванович
Ива́н Ива́нович Кочиш (род. 2 января 1951, Великие Комяты) — российский учёный в области разведения, селекции, генетики и гигиены сельскохозяйственной птицы. Академик РАН (2016, членкор РАСХН с 2007), доктор сельскохозяйственных наук (1992), кандидат биологических наук (1980), профессор (1995).
Выпускник Московской государственной академии ветеринарной медицины и биотехнологии имени К. И. Скрябина, где прошёл путь от ассистента до проректора (с 2010), также заведующий кафедрой зоогигиены (с 2005). Лауреат премии Правительства Российской Федерации в области науки и техники (2004, 2017).

## Биография
Родился в селе Великие Комяты Виноградовского района Закарпатской области Украинской ССР.
Трудовую деятельность начал в 1970 году селекционером в колхозе им. Ватутина родной области.
Окончил с отличием Московскую ветеринарную академию им. К. И. Скрябина — ныне это Московская государственная академия ветеринарной медицины и биотехнологии им. К. И. Скрябина (1975) по специальности зоотехния.
В 1975—1981 гг. научный сотрудник и аспирант Всесоюзного научно-исследовательского и технологического института птицеводства (г. Загорск).
С 1981 года работает в альма-матер: ассистент, доцент, профессор кафедры генетики и разведения сельскохозяйственных животных, с 2005 г. заведующий кафедрой зоогигиены им. А. К. Даниловой и с 2010 г. проректор по научной работе. Около четверти века возглавляет объединенную профсоюзную организацию вуза.
Под началом И. И. Кочиша защищены 5 кандидатских диссертаций.
Член Всемирной научной ассоциации по птицеводству (1983) и Экспертной комиссии по испытанию и охране селекционных достижений при Министерстве сельского хозяйства РФ. Академик Международной академии аграрного образования (2000).
Член редколлегий журналов «Птицеводство» и «Птицефабрика».
Награжден медалью ордена «За заслуги перед Отечеством» II степени, медалями «В память 850-летия Москвы», «100 лет профсоюзам России», «Академика Т. С. Мальцева», «За заслуги в области ветеринарии», «За успехи в научно-техническом творчестве», «За достижения в области ветеринарной науки», знаками «Изобретатель СССР» и «За активную работу в профсоюзах», серебряной медалью ветеринарного университета г. Кошице (Словакия).
Опубликовал более 180 трудов, в том числе монографию «Селекция в птицеводстве» (1992), учебники «Птицеводство» (2003) и «Зоогигиена» (2008, 2-е изд. 2013). Получил 3 патента и авторские свидетельства на изобретения.